# Basento
El Basento  o Basiento és un riu del sud d'Itàlia. Es forma per la unió de tres rieres: la de la Sciffra (5 km) que ve de la Serra Boschetto, la de Fossa Cupa (12 km) que ve del mont Airoso, i la de Torno (6 km) que ve del Sellata, i s'uneixen a Ponte di Tavola prop de Potenza. Rep per l'esquerra els torents Gallitello, Tiera, la Tora, i la Canala; i a la dreta els torrents Camastra, Rifreddo i la Vella.
El seu nom en llatí era Casuentus, i només l'esmenta Plini el Vell. Diu que era un riu de Lucània que discorria gairebé paral·lel al Bradanus i desembocava al golf de Tàrent prop de la ciutat de Metapont.